# Abu Hafs Umar al-Murtada
Abû Hafs `Umar al-Murtadâ (أبو حفص المرتضى عمر بن أبي إبراهيم اسحاق بن يوسف بن عبد المؤمن [abū ḥafṣ al-murṭaḍa `umar ben abī ibrāhīm isḥāq ben yūsuf ben `abd al-mū'min]) est né à une date inconnue. il succéda à Abû al-Hasan as-Sa`îd al-Mu'tadid comme calife almohade en 1248. Il est mort en 1266.

## Histoire
Son empire est réduit à la région de Marrakech. Il dut même payer un tribut aux Mérinides pour pouvoir rester à Marrakech. Son cousin Abû al-`Ula al-Wâthiq Idrîs abû ad-Dabûs le renversa et se fit proclamer calife (1266).
Il eut trois vizirs:
- Abû Muhammad ben Yûnus Al-Hintati (1248-1249) (أبو محمد بن يونس [abū muḥammad ben yūnus])
- Abû Zayd ben Yanû al-Kûmî (1249-1266) (أبو زيد بن يعلو الكومي [abū zayd ben ya`lū al-kūmī])
- Abû Mûsâ ben `Azûz (1249-1266) (أبو موسى بن عزوز الهنتاتي [abū mūsā ben `azūz al-hayātī])

## Sources
- Charles-André Julien, Histoire de l'Afrique du Nord, des origines à 1830, édition originale 1931, réédition Payot, Paris, 1994